# San Antonio de Flores (El Paraíso)
San Antonio de Flores – gmina (municipio) w południowym Hondurasie, w departamencie El Paraíso. W 2010 roku zamieszkana była przez ok. 5,4 tys. mieszkańców. Siedzibą administracyjną jest miejscowość San Antonio de Flores.

## Położenie
Gmina położona jest w zachodniej części departamentu. Graniczy z Nikaraguą na wschodzie i 5 gminami:
- Oropolí od północy,
- Duyure i Morolica od południa,
- Vado Ancho i San Lucas od zachodu.

## Miejscowości
Według Narodowego Instytutu Statystycznego Hondurasu na terenie gminy położone były następujące miasteczka i wsie:
- San Antonio de Flores
- Apalípi
- Comunidad
- El Chaguite
- El Espinal
- Mandasta
- Orlica
- Quebrada Grande
- Tolobrito